# أوتريد الجريء
أوتريد (أو المسمى أوتريد الجريء) (توفي 1016) (بالإنجليزية: Uhtred the Bold)، هو ابن والثيوف الأول، رجل شرق بامبورغ، الذي حكمت عائلته القديمة من قلعة بامبورغ على ساحل نورثمبريا وكان متورطًا في العداء الدموي الذي دام أجيالًا.

## الإنجازات
وفقًا لسيميون في عام 995، عندما تم نقل بقايا سانت كوثبرت من تشيستر لو ستريت إلى دورهام، ذهب أوتريد اليها لبناء الكاتدرائية الجديدة، تأسست الكاتدرائية الجديدة من قبل المطران ألدون، وتزوج أوتريد من ابنة ألدون، إكغفريدا، من زواجه حصل على عدة عقارات كانت تابعة للكنيسة.
وفي عام 1006 غزا مالكولم الثاني ملك اسكتلندا نورثمبريا وحاصر مدينة دورهام، في ذلك الوقت كان الدنماركيون يداهمون جنوب إنجلترا ولم يكن الملك إثيلريد مستعدًا لإرسال المساعدة إلى سكان نورثومبريان، كما لم يتخذ ألفهيلم أي إجراء، دعا أوتريد، الذي كان يعمل نيابة عن والده، جيشًا من برنيسيا ويوركشاير وقاده ضد الاسكتلنديين. كانت النتيجة انتصارًا حاسمًا لأوتريد.
تمت مكافأة أوتريد من الملك إثيلريد الثاني لمرافقته بتحرير بامبورغ، في غضون ذلك، قتل إثيلريد ألفهيلم من يورك، وسمح لأوتريد بأن يخلف ألفهيلم كرجل شرق يورك، وبالتالي توحد الشمال والجنوب، ويبدو من المحتمل أن إثيلريد لم تثق بالسكان الاسكندنافيين في جنوب نورثمبريا وأرادت أنجلوساكسوني في السلطة هناك.
في عام 1013، غزا الملك الدنماركي سوين فوركبيرد إنجلترا، وأبحر عبر همبر وترينت إلى مدينة غينزبورو، بعد أن خضعت لندن له أخيرًا نفي إثيلريد إلى نورماندي، تم قبول سوين كملك بحلول عام 1013، وتوفي في جينزبورو أو بالقرب منها في 2 فبراير 1014، وعند وفاة سوين، تمكن إثيلريد من العودة من المنفى واستئناف حكمه، قام اوتريد بنقل ولائه مرة أخرى إلى إثيلريد، عند عودته، وايضاً تزوج أوتريد من ابنة إثيلريد ألفجيفو في هذا الوقت تقريبًا.

## الوفاة
في عام 1016، قام أوتريد بحملة مع إدموند أيرونسايد نجل إثيلريد في تشيشير والمناطق المحيطة بها، غزا كنوت، حث كانت قوات كنوت أقوى من أن يقاتلها اوتريد، ولذا فقد أشاد به اوتريد بصفته ملك إنجلترا، تم استدعاء اوتريد للقاء كنوت، وفي الطريق إلى هناك، قُتل هو وأربعون من رجاله على يد ثوربراند مع ويغايل بالتواطؤ مع كنوت.

## زوجاته والأحفاد
تزوج اوتريد ثلاث مرات، فانجب من كل واحدة اطفالاً.
1. كان زواجه الأول، حوالي 995، من إكجفريدا، ابنة المطران ألدون من دورهام، وانجبا والداً واحداً:

- إلدريد، إيرل نورثمبريا، توفي في عام 1038.

2. تزوج أوتريد من سيغ، ابنة ستير أولفسون من يورك، حوالي عام 1004، وكان شرط هذا الزواج أن يقتل عدو ستير ثوربراند، انجبا طفلان :
- إيدولف، أصبح إيرل نورثمبريا بعد وفاة شقيقه إلدريد، 1041.
- جوسباتريك، والد أو جد إيدولف روس.

3. تزوج أوتريد من ألفجيفو، ابنة الملك ثيلريد. كان لديهم ابنتان:
- إلدجيث، سلف إيرلز دنبار؛[2][3] تزوجت من مالدريد.[4]
- الفثريث[5] هي ملكة يفترض أنها اتهمت بقتل ابنها الأكبر، تزوجت ألفثريث من اثيلغار من أصل غير معروف ورُزقا بأبناء، وكان لديهم الأطفال :

1. سيوارد فيتزثلغار
2. يالدريد

## الانتقام
بدأ مقتل اوتريد على يد ثوربراند في نزاع دموي استمر لسنوات عديدة وهو موضوع العمل التاريخي، دي هاجس دونلمي، انتقم إلدريد، نجل أوتريد بعد ذلك، لوالده بقتل ثوربراند.

## في الثقافة الشعبية
استلهم برنارد كورنويل سلسلة قصص سكسونية بعد أن علم أنه من نسل أوتريد الجريء، الذي كان مصدر إلهام لبطل المسلسل اللورد أوتريد من بيبانبورغ. والعديد من الشخصيات الأخرى في سلسلة الكتب التي تتوافق بشكل وثيق مع الشخصيات التاريخية، مثل ألفريد العظيم، وجوثروم، والملك جوثريد، فإن الشخصية الرئيسية أوتريد وهمية: فهو يعيش في منتصف القرن التاسع - يبلغ من العمر حوالي عشرة أعوام، وفي معركة يورك (867) - أكثر من مائة عام قبل تاريخ أوتريد الجريء.
اللورد اوتريد الخيالي من بيبانبورغ هو أيضًا بطل الرواية الرئيسي في المسلسل التلفزيوني ذا لاست كينغدوم، الذي يحتوي ويستند على قصص وحكايات ساكسونية قديمة.